# Marco Pirroni
Pour les articles homonymes, voir Pirroni.
Marco Pirroni, né le 27 avril 1959 à Londres, est un guitariste, auteur-compositeur et producteur de disques britannique. Il est connu pour avoir joué avec Siouxsie and the Banshees, Adam and the Ants, Sinead O'Connor et beaucoup d'autres artistes de la fin des années 1970 jusqu'à nos jours.

## Biographie
Marco Francesco Andrea Pirroni, né de parents italiens, vit près d'Archway, dans le quartier de Camden Town jusqu'à l'âge de 15 ans, date à laquelle ils déménagent à Stratford. Il étudie brièvement dans une école d'art à Harrow.
Dans sa jeunesse, il fréquente le Bromley Contingent, une bande de jeunes punks fans des Sex Pistols. Il est le guitariste de Siouxsie and the Banshees lors de leur premier concert le 20 septembre 1976 au festival punk du 100 Club, avec à la batterie le futur bassiste des Sex Pistols, Sid Vicious.
Pirroni et son ami Mick Allen forment ensuite le groupe punk The Models, qui enregistre un single en 1977, Freeze, et une session pour John Peel de BBC Radio 1, puis Rema-Rema, dont l'EP Wheel in the Roses est publié par le label 4AD l'année suivante. Il fait aussi brièvement partie des Cowboys International.
Il rejoint Adam and the Ants en janvier 1980 en tant que guitariste principal. Il est co-auteur de deux singles classés no 1 au Royaume-Uni et de quatre autres succès entrés dans le Top 10. Les albums Kings of the Wild Frontier et Prince Charming, sont respectivement 1er et 2e dans le UK Albums Chart. Quand Adam and the Ants se séparent en 1982, Pirroni conserve sa place de guitariste sur les albums solo d'Adam Ant.
Au début de 1987, Marco Pirroni apparaît sur The Lion and the Cobra, le premier album de Sinéad O'Connor. Il travaille ensuite sur I Do Not Want What I Haven't Got en 1990 et Universal Mother en 1993. Plus tard, il co-écrit et joue sur plusieurs morceaux de son album How About I Be Me (And You Be You)?, sorti en 2012.
Il forme The Wolfmen avec Chris Constantinou, ancien bassiste d'Adam and the Ants. Ils publient un premier EP en 2006, suivi de deux albums, Modernity Killed Every Night en 2008 et Married to the Eiffel Tower en 2011. The Wolfmen collaborent aussi avec Sinéad O'Connor, Lou Reed, Daler Mehndi, Courtney Taylor-Taylor des Dandy Warhols, Kate Jackson de The Long Blondes et The Slits (sur l'EP Revenge of the Killer Slits en 2006).
Marco Pirroni travaille également avec d'autres groupes, dont Spear of Destiny (sur l'album Outland en 1987), Department S et Headcount. Il joue de la guitare pour Primal Scream sur une reprise d'I Put a Spell on You de  Screamin' Jay Hawkins lors d'un défilé de mode d'Alexander McQueen au printemps 2007. Il est aussi l'auteur de deux compilations majeures, Punk and Dread Meets The Punk Rockers Uptown et SEX: Too Fast to Live Too Young to Die, ainsi que Biba: Champagne and Novocaine sur son propre label Only Lovers Left Alive.

### Sources
- (en) « Marco Pirroni - Interview 2006 », sur Punk77, septembre 2006 (consulté le 15 décembre 2021)